# Вольфенбюттельские анналы
Вольфенбю́ттельские анна́лы (Гвельферби́танские анна́лы; лат. Annales Guelferbytani) — анонимные раннесредневековые латиноязычные анналы, описывающие историю Франкского государства в период с 741 по 805 годы с незначительными дополнениями. Получили своё название по городу Вольфенбюттелю, где они были обнаружены в библиотеке герцога Брауншвейг-Вольфенбюттельского Августа.
«Вольфенбюттельские анналы» сохранились в единственной рукописи — Вольфенбюттельском кодексе (cod. Guelferbytanus August. 67.5), созданном в начале IX века в Регенсбурге или Аугсбурге. Текст анналов написан тремя писцами: первый записал события с 741 по 813 годы, второй сделал записи за 814 и 817 годы, третий оставил запись о событиях 823 года.
«Вольфенбюттельские анналы», вместе с «Лоршскими», «Мозельскими» и «Аламаннскими анналами», «Анналами святого Назария», а также «Фрагментом анналов Чеснии», входят в так называемую «Мурбахскую группу франских анналов». Все эти анналы в своей ранней части восходят к одному протографу, которыми являются, вероятно, не сохранившиеся до наших дней «Мурбахские анналы». «Вольфенбюттельские анналы» следуют реконструируемому общему источнику до 791 года (за период 741—785 года они особо близки к «Анналам святого Назария»). Записи за более позднее время являются самостоятельным трудом анонимного хрониста, однако и здесь историки обнаруживают следы влияния некоторых, в том числе, не дошедших до нас франкских хроник.
Записи «Вольфенбюттельских анналов» в их самостоятельной части являются важным историческим источником по истории Франкского государства конца VIII — начала IX веков. Ряд сообщений, содержащихся в них, является уникальным. Среди таких сведений — дополнительные данные о взаимоотношениях франков со славянами и сообщение о походе короля Пипина Итальянского на герцогство Беневенто в 791 году.

## Издания
На латинском языке.
- Annales Guelferbytani. — Monumenta Germaniae Historica. Scriptores (in Folio). Tome I. Annales et chronica aevi Carolini. — Hannover: Impensis Bibliopolii Avlici Hahniani, 1826. — S. 23—31 & 40—46.

На русском языке.
- полный перевод:
  - Вольфенбюттельские анналы / перевод и комментарии И. В. Дьяконова // Хроники королевства франков конца VII — начала X в.. — М. : SPSL — Русская панорама, 2023. — С. 496—502. — (MEDIÆVALIA: средневековые литературные памятники и источники). — ISBN 978-5-93165-499-7.
  - Вольфенбюттельские анналы. Восточная литература. — перевод по изданию в MGH 1826 года. Дата обращения: 12 декабря 2010.
- фрагменты:
  - Вольфенбюттельские анналы. — Свод древнейших письменных известий о славянах. Том II (VII—IX вв.). — М.: Восточная литература, 1995. — С. 454—457. — 590 с. — ISBN 5-02-017809-8.